# Pechin

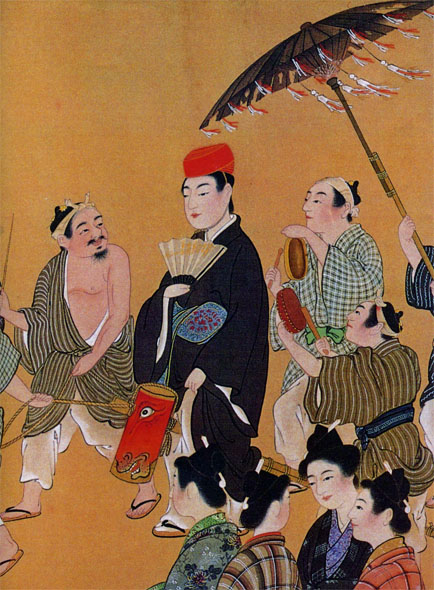
Satunushi Pechin på väg till sitt bröllop.

Pechin (親雲上) även Peichin, är en Okinawiansk term för den lärda byråkratklassen i det forna Kungariket Ryūkyū (dagens Okinawa). De var en del av Okinawas kastsystem med social ställning jämförbar med Samuraiens i Japan.  Fastän de hade ett olikartat kulturellt ursprung, så kom dessa Ryūkyūkungadömets feodala lärda byråkrater under 1800-talet att till slut kalla sig samure.